# Azatawan
Azatawan – wieś w Armenii, w prowincji Ararat. W 2011 roku liczyła 2713 mieszkańców.